# Patrick Soon-Shiong
 (octobre 2024).
La mise en forme du texte ne suit pas les recommandations de Wikipédia : il faut le « wikifier ».
Les points d'amélioration suivants sont les cas les plus fréquents. Le détail des points à revoir est peut-être précisé sur la page de discussion.
- Les titres sont pré-formatés par le logiciel. Ils ne sont ni en capitales, ni en gras.
- Le texte ne doit pas être écrit en capitales (les noms de famille non plus), ni en gras, ni en italique, ni en « petit »…
- Le gras n'est utilisé que pour surligner le titre de l'article dans l'introduction, une seule fois.
- L'italique est rarement utilisé : mots en langue étrangère, titres d'œuvres, noms de bateaux, etc.
- Les citations ne sont pas en italique mais en corps de texte normal. Elles sont entourées par des guillemets français : « et ».
- Les listes à puces sont à éviter, des paragraphes rédigés étant largement préférés. Les tableaux sont à réserver à la présentation de données structurées (résultats, etc.).
- Les appels de note de bas de page (petits chiffres en exposant, introduits par l'outil «  Source ») sont à placer entre la fin de phrase et le point final[comme ça].
- Les liens internes (vers d'autres articles de Wikipédia) sont à choisir avec parcimonie. Créez des liens vers des articles approfondissant le sujet. Les termes génériques sans rapport avec le sujet sont à éviter, ainsi que les répétitions de liens vers un même terme.
- Les liens externes sont à placer uniquement dans une section « Liens externes », à la fin de l'article. Ces liens sont à choisir avec parcimonie suivant les règles définies. Si un lien sert de source à l'article, son insertion dans le texte est à faire par les notes de bas de page.
- La présentation des références doit suivre les conventions bibliographiques. Il est recommandé d'utiliser les modèles {{Ouvrage}}, {{Chapitre}}, {{Article}}, {{Lien web}} et/ou {{Bibliographie}}. Le mode d'édition visuel peut mettre en forme automatiquement les références.
- Insérer une infobox (cadre d'informations à droite) n'est pas obligatoire pour parachever la mise en page.

Pour une aide détaillée, merci de consulter Aide:Wikification.
Si vous pensez que ces points ont été résolus, vous pouvez retirer ce bandeau et améliorer la mise en forme d'un autre article.
Patrick Soon-Shiong (né le 29 juillet 1952) est un homme d'affaires, investisseur, chercheur médical et chirurgien de transplantation sud-africain et américain. Il est l'inventeur du médicament Abraxane, utilisé contre le cancer du poumon, du sein et du pancréas. Soon-Shiong est le fondateur de NantWorks, un réseau de startups dans le domaine de la santé, de la biotechnologie et de l'intelligence artificielle. Il est également professeur-adjoint de chirurgie, directeur exécutif du Wireless Health Institute de l'université de Californie à Los Angeles, et professeur invité à l'Imperial College de Londres et au Dartmouth College,,.
Soon-Shiong est président de trois organisations à but non lucratif : la Fondation de la famille Chan Soon-Shiong, l'Institut Chan Soon-Shiong et l'Institut pour la transformation des soins de santé en partenariat avec l'université d'État de l'Arizona. Il est actionnaire minoritaire des Los Angeles Lakers depuis 2010 et, depuis juin 2018, il est propriétaire et président exécutif du Los Angeles Times.
Soon-Shiong possède une fortune estimée de 6,2 milliards de dollars en 2024 selon Forbes et 11.3 selon Bloomberg,. Il est l'homme le plus riche de Los Angeles et l'un des médecins les plus riches du monde.

## Jeunesse et éducation
Soon-Shiong est né à Port Elizabeth dans l'Union sud-africaine, actuelle Afrique du Sud, de parents immigrants chinois qui ont fui la Chine pendant l'occupation japonaise lors de la Seconde Guerre mondiale,. Ses parents étaient des Hakkas originaires du district de Meixian dans la province du Guangdong,. Son nom de famille ancestral est Huang (黃).
Soon-Shiong est diplômé de l'université du Witwatersrand. Il a fini quatrième de sa classe sur 200 et a obtenu un baccalauréat en médecine (MBBCh) à l'âge de 23 ans.
Il a effectué son stage à l'hôpital général de Johannesburg. Il a ensuite étudié à l'université de la Colombie-Britannique, où il a obtenu une maîtrise en 1979.
Il a déménagé aux États-Unis et a commencé sa formation chirurgicale à l'université de Californie à Los Angeles (UCLA) et est devenu chirurgien certifié en 1984. Soon-Shiong est membre du Collège royal des chirurgiens du Canada et membre de l'American College of Surgeons,. Il a acquis la nationalité américaine.

## Carrière
Soon-Shiong a rejoint la faculté de médecine de l'UCLA en 1983 et a exercé cette fonction jusqu'en 1991, en tant que chirurgien de transplantation.
Entre 1984 et 1987, il a été chercheur associé au Centre de recherche et d'éducation sur les ulcères. Soon-Shiong a réalisé la première transplantation de pancréas entier à l'UCLA,, 
Il a ensuite développé et réalisé pour la première fois le traitement expérimental du diabète de type 1 connu sous le nom de transplantation d'îlots humains encapsulés. Il a également réalisé la « première transplantation de cellules insulaires du porc à l'homme chez les patients diabétiques ».
Après une période dans le secteur privé, il est revenu à l'UCLA en 2009, en tant que professeur de microbiologie, d'immunologie, de génétique moléculaire et de bio-ingénierie. Soon-Shiong a été professeur invité à l'Imperial College de Londres en 2011.
En 2010, en partenariat avec l'université d'État de l'Arizona, Soon-Shiong a créé l'Institut de Transformation des Soins de Santé (HTI).
La mission de cet institut est de promouvoir un changement dans les soins de santé aux États-Unis en intégrant mieux les trois domaines de la science médicale, de la prestation de soins de santé et du financement des soins de santé,.
Début 2016, Soon-Shiong a lancé la Coalition Nationale d'Immunothérapie pour encourager les sociétés pharmaceutiques rivales à travailler ensemble afin de tester des combinaisons de médicaments anticancéreux.
Il a également rencontré l'ancien vice-président et actuel président américain Joe Biden pour discuter des approches de lutte contre le cancer, notamment le séquençage génomique de 100 000 patients. Ce séquençage permet ainsi de créer une grande base de données de facteurs génétiques potentiels.
En janvier 2017, comme l'a annoncé le porte-parole Sean Spicer, le président élu de l'époque, Donald Trump a rencontré Soon-Shiong. La rencontre a eu lieu dans sa propriété de Bedminster, dans le New Jersey, l'objectif était de discuter des priorités médicales nationales. Selon le média Politico, Soon-Shiong cherchait à obtenir un poste au sein du gouvernement. En mai 2017, Soon-Shiong a été nommé par le président de la Chambre des représentants, Paul Ryan, au Comité consultatif sur les technologies de l'information en santé, un comité créé par le projet de nouvelle législation sur les soins médicaux appelé 21st Century Cures Act.
En 2017, Soon-Shiong et son épouse ont été invités par le Smithsonian à participer à l'exposition permanente « Plusieurs voix, une nation ». L'exposition s'est tenue au Musée national d'histoire américaine à Washington.
Durant l'été 2021, ImmunityBio a développé un vaccin de rappel universel contre la COVID-19. L'objectif déclaré de ce vaccin était de bloquer complètement la transmission et d'endiguer une vague endémique de variants de la COVID-19.
En décembre 2021, Soon-Shiong a partagé les résultats précliniques de l'administration de deux plateformes de vaccins différentes et a montré des niveaux de cellules T bénéfiques en utilisant une technologie d'adénovirus et d'ARNm.
En septembre 2021, Soon-Shiong et le président sud-africain Cyril Ramaphosa ont annoncé lors d'une conférence de presse virtuelle la création d'une entreprise appelée NantSA.
Cette entreprise a pour vocation à augmenter la capacité de développement de vaccins pour l'Afrique subsaharienne.
En février 2022, Soon-Shiong a annoncé les résultats d'ImmunityBio concernant un essai clinique sur le cancer de la vessie.

## Carrière dans les affaires
Au-delà de sa carrière médicale et scientifique, Soon-Shiong a été un homme d’affaires à la fin des années 1990. Il est également investisseur depuis le début des années 2010.

### Pharmaceutique, biotechnologie et énergie
Soon-Shiong a acheté Fujisawa, qui vendait des médicaments génériques injectables, en 1998. Il a investi dans la société Abraxane, qui a associé le médicament de chimiothérapie existant, le Taxol au sein d'une protéine afin de faciliter son administration aux tumeurs. Le projet ayant été approuvé par les régulateurs, le médicament a été introduit sur le marché, lui permettant de gagner beaucoup d'argent. En 1991, Soon-Shiong a quitté l'UCLA pour créer une société de biotechnologie du diabète et du cancer appelée VivoRx Inc. Cela a conduit à la fondation en 1997 d'APP Pharmaceuticals, dont il détenait 80 % des actions en circulation. La société a alors été cédée à Fresenius SE pour 4,6 milliards de dollars en juillet 2008. Soon-Shiong a ensuite fondé Abraxis BioScience (fabricant du médicament Abraxane), une société également revendue par la suite à Celgene en 2010 dans le cadre d'un accord évalué à  2,9 milliards de dollars. La vente a rapporté à Soon-Shiong environ 533 millions de dollars de bénéfices.
Soon-Shiong a fondé NantHealth en 2007 afin de partager des informations sur les soins de santé.
Soon-Shiong a ensuite fondé NantWorks en septembre 2011. La mission de NantWorks était de « faire converger la technologie des semi-conducteurs à très faible consommation, la "super-informatique" et l'intelligence augmentée pour transformer notre façon de travailler, de jouer et de vivre »,. Elle possède un certain nombre de sociétés technologiques dans les domaines de la santé, du commerce, du divertissement numérique ainsi qu'une société de capital-risque dans les secteurs de la santé, de l'éducation, de la science et de la technologie. En janvier 2013, il a fondé une autre société de biotechnologie, NantOmics, pour développer des médicaments contre le cancer à base d'inhibiteurs de protéines kinases. NantOmics et sa société sœur, NantHealth, étaient des filiales de NantWorks.
En 2013, Soon-Shiong est devenu l'un des premiers investisseurs de la société Zoom.
En septembre 2014, NantWorks LLC, une société dirigée par Soon-Shiong a investi 2,5 millions de dollars dans AccuRadio.
En 2015, NantPharma, propriété de Soon-Shiong, a acheté le médicament Cynviloq pour 90 millions de dollars.
Soon-Shiong n'a pas insisté pour obtenir l'approbation de la FDA comme l'exigeait l'accord, et a plutôt laissé expirer des brevets et des délais critiques, probablement en raison de son intérêt financier dans un autre médicament qui concurrencerait Cynviloq.
Cette méthode de « capture et de mise à mort » pour éliminer la concurrence s'inscrit dans le prolongement des pratiques commerciales douteuses de Soon-Shiong, et des allégations de « pillage » de la part de l'actrice et musicienne célèbre Cher,.
En 2015, NantWorks LLC a investi dans Wibbitz 8 millions de dollars.
En juillet 2015, Soon-Shiong a lancé une introduction en bourse pour NantKwest (anciennement ConkWest). Avec une valorisation à 2,6 milliards de dollars, cette opération représentait l'introduction en bourse la plus élevée de l'histoire d'une société biotechnologique.
En avril 2016, le Los Angeles Times a rapporté que Soon-Shiong avait reçu une rémunération d'une valeur de 148 millions de dollars.
Soon-Shiong est également membre du Conseil du 21e siècle de l'Institut Berggruen.
En septembre 2018, sa société NantEnergy a annoncé le développement d’une batterie zinc-air. Le coût prévu de cette batterie est de 100 dollars par kilo-watt/heure, soit moins d’un tiers du coût d'une batterie lithium-ion.
En 2019, Soon-Shiong est devenu investisseur dans Directa Plus, une société européenne de technologie. Son pourcentage de détention est de 28 % de la société.
Début 2021, Soon-Shiong a fusionné une société cotée en bourse, NantKwest (NASDAQ : NK) avec une entité privée, ImmunityBio (anciennement NantCell). La nouvelle entité issue de la fusion est connue sous le nom d'ImmunityBio, Inc. (IBRX au NASDAQ).
En 2021, Soon-Shiong a annoncé un nouvel investissement de 29 millions de dollars dans une société de bio-renouvelables appelée NantRenewables. La société est basée à Savannah, en Géorgie,.
En janvier 2022, Soon-Shiong a ouvert au Cap, en Afrique du Sud une nouvelle usine de fabrication ainsi qu'un nouveau campus.
En février 2022, Soon-Shiong a investi dans Sienza, une société qui produit des batteries au lithium. La société est basée à Pasadena, en Californie.

### Propriété duLos Angeles Times
En février 2018, la société d'investissement de Soon-Shiong, NantCapital, a conclu un accord pour acheter le Los Angeles Times et le San Diego Union-Tribune à Tronc Inc. pour « près de 500 millions de dollars ». La société a également convenu de la prise en charge de 90 millions de dollars d'obligations de retraite. La vente a été conclue le 18 juin 2018.
En juillet 2023, Soon-Shiong a vendu le San Diego Union-Tribune à MediaNewsGroup,.
En octobre 2024, alors que le comité de rédaction du Los Angeles Times se préparait à soutenir Kamala Harris lors de l'élection présidentielle de 2024, Soon-Shiong a empêché le journal de faire tout soutien,. C'était la première fois depuis 2004 que le journal ne soutenait pas un candidat à la présidentielle. En réponse à la décision de Soon-Shiong de bloquer le soutien de Harris, plusieurs membres du comité de rédaction du journal ont démissionné en signe de protestation, notamment la rédactrice en chef des éditoriaux Mariel Garza et deux éditorialistes, le lauréat du prix Pulitzer Robert Greene et Karin Klein,.
Près de 2 000 abonnés au journal se sont également désabonnés à la suite de cette décision.

## Philanthropie
Un rapport de Politico de 2017 a révélé que la fondation de recherche de Soon-Shiong avait dépensé plus de 70 % dans des entreprises et des organisations à but non lucratif qu'il contrôlait.
En outre, la fondation a constaté que la plupart de ses subventions étaient accordées à des organisations ayant des relations commerciales avec les sociétés de Soon-Shiong.
La Fondation a également payé certains employés des sociétés de Soon-Shiong, ce qui constitue une utilisation potentiellement illégale de fonds caritatifs.
La fondation a fait des dons à l'université de l'Utah pour mettre en place un projet de cartographie génétique.
Le contrôle des spécifications de la subvention a été confié aux organisations donatrices de Soon-Shiong, et sa société NantHealth a remporté le contrat de 10 millions de dollars. Un rapport d'audit ultérieur du gouvernement de l'Utah a révélé que l'université n'avait pas respecté les lois de l'État sur les marchés publics exigeant un processus d'appel d'offres pour les institutions publiques.
L'université a accepté les résultats de l'audit et a déclaré que les changements recommandés seraient mis en œuvre.
La fondation familiale s'est associée à la Fondation Clinton.

## Politique
Soon-Shiong et sa famille ont été d'importants donateurs de la campagne présidentielle d'Hillary Clinton en 2016  Selon Politico, Soon-Shiong a rencontré Donald Trump à deux reprises en privé pendant sa transition présidentielle pour tenter sans succès d'obtenir un poste dans l'administration.

## Vie privée
Soon-Shiong vit à Los Angeles. Il est marié à l'ancienne actrice Michèle B. Chan Ils ont deux enfants, dont Nika Soon-Shiong. Il s'est engagé à donner au moins la moitié de sa fortune à des œuvres philanthropiques.